# 井荻寿一
井荻 寿一（いおぎ じゅいち）は日本の漫画家。東京都出身、東久留米市在住。妻は漫画家の雁川せゆ。

## 略歴
育英高専グラフィック科卒業後、東京アニメーションフィルムに入社。退職後、『週刊少年チャンピオン』で漫画家デビュー 。

## 主な作品
- 伝鬼活人剣（全4巻）
- 魔童タイガ（全4巻）
- エクソシスターマリア（全2巻）
- 気まぐれナイチンゲール（1巻完結）
- 13カラットの恋（初期作品の短編集）
- メイドロイド雪之丞（全4巻）
- 霊能探偵ミコ（全12巻）（Young HIP）
- 魔月館奇譚（全5巻）
- DEEPS/潜入捜査官・美姫（全2巻）
- ごぶりんと一緒!!（『週刊漫画TIMES』2012年2/10号より同年10/19号まで不定期連載）
- 大改造美少女アンナ
- メガネの美女に恋をした(全１巻)